# Рейн Рауд
Рейн Рауд (ест. Rein Raud; нар. 21 грудня 1961) — естонський письменник, японіст, професор культурології Таллінського університету, а також професор японської мови та культури Гельсінського університету. Працював ректором Естонського гуманітарного інституту (зараз є частиною Таллінського університету). Визнаний інтелектуал і поліглот.

## Біографія
Рейн Рауд закінчив Талліннську середню школу № 7 у 1980 році. До закінчення школи він опанував окрім рідної естонської та фінської, російську, англійську, німецьку та литовську мови, на рівні спілкування — французьку, угорську, шведську, іспанську та грецьку. У 1985 році закінчив Ленінградський університет за спеціальністю «Японська філологія» (в університеті спочатку почав вивчати перську мову, але після початку Афганської війни перейшов на кафедру японської мови). У 1993 році Рейн Рауд здобув ступінь ліцензіата філософії університету Гельсінкі, а у 1994 році ступінь доктора філософії з теорії літератури. Дисертацію «The Role of Poetry in Classical Japanese Literature: A Code and Discursivity Analysis» опублікував Естонський гуманітарний інститут.
Викладав в Естонському гуманітарному інституті та Гельсінському університеті, де став професором кафедри світової культури. З 2006 по 2011 року Рауд був ректором Таллінського університету. Був президентом Європейської асоціації японських досліджень.
Як вчений, Рауд займався дослідженням широкого спектра питань японської літератури та філософії. У своїх роботах він намагався поєднати структурно-семіотичний метод вивчення літератури та культури Ю. М. Лотмана з антропологічним та соціологічним підходами з метою досягнення більш цілісного розуміння культурних явищ. Як автор, Рауд опублікував чотири збірки поезій, п'ять романів і кілька збірок оповідань і п'єс. Він також добре відомий перекладами японської класичної літератури на естонську мову. У 2010-х роках Рауд почав публікувати «Дуже короткі оповідання» у Twitter. Поетичні та прозові твори Рейна Рауда перекладали російською мовою Михайло Яснов, Михайло Король, Борис Балясний, Ніколай Караєв.
Рауд також відомий своїми есе та критичними газетними колонками, у яких висловлював ліволіберальні погляди та критикував націоналістичні настрої. У 2003 році він отримав премію Естонського союзу журналістів за серію статей з критикою американського вторгнення до Іраку й естонської влади за її підтримку. У 2003—2004 роках брав участь у філософських ток-шоу «Vita Brevis» на естонському ТБ.
14 листопада 2012 року разом із ще 17 громадськими діячами Естонії підписав «Хартію 12». У ній підписанти висловили бажання, щоб політика в Естонії знову стала чесною, виступивши проти монополізації шляху до влади парламентськими партіями. Хартія викликала великий суспільний резонанс у країні, так на її підтримку на сайті Petitsioon.ee підписалося близько 17,5 тисяч осіб (за даними на 23 листопада 2012 року). 21 листопада з ініціативи президента Т. Г. Ільвеса відбувся «круглий стіл» з подолання кризи довіри, в якій брали участь представники парламентських партій, громадянських об'єднань «Хартія 12» та «Досить брехливої політики!», а також вчені й експерти.

## Сім'я
Батьки Рейна Рауда — письменники Айно Первік й Ено Рауд. Брат — музикант і радіоведучий Міхкель Рауд, а сестра — художниця Пірет Рауд. Рейн одружений з Росіті Рауд. У них двоє дітей: син Юхан (нар. 1988) та дочка Лаура Лійна (нар. 1994).

## Премії та нагороди
- 2001 — Орден Білої зірки III класу[14]
- 2003 — премія Естонського союзу журналістів[8]
- 2004 — щорічна премія Estonian Cultural Endowment за книгу «Hektor and Bernard»[15]
- 2007 — Почесний доктор Латвійського університету
- 2009 — Командорський хрест ордену «За заслуги перед Литвою»[16]
- 2009 — Премія у галузі літератури імені Едуарда Вільде за книгу «Brother»[17]
- 2011 — Орден Вранішнього Сонця 2-го ступеня, Золота і Срібна зірки (Японія)[18]
- 2012 — Почесний доктор Університету Вітовта Великого[19]